# Педер Фредріксон
Педер Фредріксон  (швед. Peder Fredricson, 30 січня 1972) — шведський вершник, олімпійський медаліст.

## Виступи на Олімпіадах
| Олімпіада      | Дисципліна           | Місце |
| -------------- | -------------------- | ----- |
| Барселона 1992 | триборство, особисті | 14    |
| Барселона 1992 | триборство, командні | 11    |
| Афіни 2004     | конкур, особисті     | =4    |
| Афіни 2004     | конкур, командні     | 2     |

## Зовнішні посилання
- Досьє на sport.references.com [Архівовано 10 листопада 2012 у Wayback Machine.]